# اندیس پیر عمران
پیر عمران یک اندیس فلزی است که در حوالی شهر سقز استان کردستان قرار دارد و مادهٔ معدنی موجود در آن، طلا است.  